# شهرستان یونگچینگ
شهرستان یونگچینگ (به لاتین: Yongqing County) یک شهرستان‌های جمهوری خلق چین در چین است که در لانگ فنگ واقع شده‌است. شهرستان یونگچینگ ۷۷۴ کیلومتر مربع مساحت و ۳۸۲٬۰۰۰ نفر جمعیت دارد و ۱۵ متر بالاتر از سطح دریا واقع شده‌است.